# 綿貫正顕
綿貫正顕（わたぬき まさあき、1972年 - ）は、京都市在住の日本の作曲家、編曲家、ギタリスト（フリー）。大阪音楽大学非常勤講師、佛教大学オープン・ラーニング・センター（OLC）講師。

## 人物
京都在住、佛教大学卒業。
大学在学中より、バンド活動を始め、卒業後、大阪の音楽事務所に所属。作曲家、ギタリストとして愛内里菜、稲葉浩志、ZARDのライブに協力。古井弘人と共作した「MIND GAMES」でオリコン1位を獲得。
その後、明石昌夫プロデュースのWAXX入り、2008年にフリーとなる。
2012年12月2日に、元第3期WANDSの松元治郎(旧･和久二郎)の初ワンマンライブ「松元治郎 1st LIVE」にゲスト出演した。この際、松元とは初対面、同じく元第3期WANDSの安保一生(旧･杉元一生)と実際に会って話をしたのは、4回目だったと言う。
「松元治郎 1st LIVE」出演の際、自身が提供した「Brand New Love」、「彼方へ浮かぶ月」を演奏した。2曲とも本物のライブで演奏するのは初で、演奏できてとても嬉しかったと語っている。松元がソロシンガーとして再始動したことに関しては、「『WANDS』という大看板背負いつつ、ここに来て人前に出て行くって、本当に大変なことだったと思うのです。「音源だけ作ってライヴはやらない」という選択肢もあったと思いますが、敢えてライヴで歌う選択をされた治郎さんの勇気には感服します。」と述べている。

## ライブ参加アーティスト
- 愛内里菜
- 稲葉浩志
- ZARD
- Davina Robinson
- 松元治郎

## 楽曲提供

### 作曲・編曲
- ZARD「MIND GAMES」（編曲は古井弘人との共作）
- 愛内里菜「V.I.P.」
- 上原あずみ「lie」
- 北原愛子「この空の下で」
- JASON ZODIAC『MATERIAL SLAVE』（アルバム全曲）
- 山口裕加里「鳥かご」

### 作曲
- ZARD「Love is Gone」「GOOD DAY」
- 愛内里菜「Kimi e no sayonara」「CONTROL ME, RESCURE ME」「赤く熱い鼓動」
- 上原あずみ「Stay with me」「奇跡」
- 岸本早未「NON-FICTION・GAME（作詞：AZUKI七）」
- 倉木麻衣「今 君とここに」
- FIELD OF VIEW 「CRASH（作詞：AZUKI七）」
- WANDS「Brand New Love（作詞：坂井泉水）」
- 山口裕加里「夜の果て」
- 松元治郎 「彼方に浮かぶ月(WANDS時代のお蔵入り曲)」「Farewell, my love」

### 編曲
- 愛内里菜「crystal pearl」
- スパークリング☆ポイント「ワイド節」
- 吉田知加「RAIN is blind」「愛の巣」